# Michelle Smith
Pour les articles homonymes, voir Smith et De Bruin.
Michelle Smith, devenue Michelle de Bruin, née le 16 décembre 1969 à Rathcoole, est une ancienne nageuse irlandaise.
Bien qu'elle soit la seule irlandaise couronnée d'or en natation aux Jeux olympiques, son nom n'est pas célébré par le peuple irlandais. Ses succès inattendus aux Jeux olympiques d'Atlanta avec trois médailles d'or dont les deux titres en 4 nages, ont fait l'objet de suspicion, principalement en raison du fait que son entraîneur et époux, le Hollandais Erik de Bruin ait été suspendu pendant quatre ans dans le passé pour usage illégal de testostérone.
Deux ans plus tard, elle est suspendue pour quatre ans par la FINA, Fédération internationale de natation. Cette suspension n'est pas due à un contrôle positif stricto sensu comme il est communément admis. En fait, le prélèvement urinaire est contaminé par l'alcool, substance qui peut être ajoutée pour masquer d'autres produits, comme l'androsténédione. Deux échantillons antérieurs (mars 1998 et novembre 1997) avaient montré des traces d'androsténédione.
Une bataille juridique l'oppose à sa fédération. Son appel auprès du Tribunal arbitral du sport est rejeté. Elle décide alors de reprendre ses études et de faire carrière dans le droit.

## Palmarès

### Jeux olympiques d'été
- Natation aux Jeux olympiques d'été de 1996 à Atlanta
  -  Médaille d'or du 400 mètres nage libre
  -  Médaille d'or du 200 mètres 4 nages
  -  Médaille d'or du 400 mètres 4 nages
  -  Médaille de bronze du 200 mètres papillon